# Pablo Domínguez Prieto
Pablo Domínguez Prieto (Madrid, 3 luglio 1966 – Moncayo, 15 febbraio 2009) è stato un presbitero, filosofo e teologo spagnolo.
Autore di diversi libri e Decano della Facoltà di Teologia San Damaso di Madrid. Ha guidato bene, la fondazione della Facoltà di San Damaso di Madrid. Entrambe le istituzioni sono ora riunite nella Università Ecclesiale di San Dámaso.

## Biografia
Ha frequentato il San Damaso tra il 1984 e il 1989 ed è stato ordinato sacerdote nel 1991. Ha continuato i suoi studi in filosofia presso l'Università di Münster a Comillas University e Università Complutense, dove ha conseguito un dottorato e ha lavorato come cappellano. Ha prestato servizio come professore di filosofia a San Damaso sistematicamente dal 1998.
Come filosofo e teologo ha svolto numerosi corsi e conferenze e ha scritto numerosi articoli e libri, tra i quali due: indeterminatezza e la Verità (1995, ISBN 84-87169-75-9), Logica versatilità Scuola Concezione di Varsavia (2001, ISBN 84-8466-212-8), Teoria Contour logica (1999, ISBN 84-95258-02-1) e modale Logica e ontologia (2001 ISBN 84-95258-06-4). È stato membro del comitato di redazione della rivista Communio e teologia rivista spagnola e regolare programma Flashlight membro della Chiesa nella catena Cope. È stato visiting professor in diverse università, e il Alcala de Henares, la Facoltà di Teologia di Callao (Perù) e il Seminario Internazionale Ámsterdam. Redemptoris Mater
Molto appassionato di alpinismo, è morto in un incidente di arrampicata nel Moncayo con l'alpinista e professoressa Sara de Jesus Gomez dell'Università Francisco de Vitoria. Nel 2010 è stato pubblicato il suo testamento spirituale "Hasta la cumbre" (ISBN 978-84-285-3534-2), che comprende gli esercizi spirituali tenuti prima di morire alle suore del Monastero di Santa Maria de la Caridad, Tulebras.
A proposito della sua vita, è stato girato il documentario L'ultima cima, di Juan Manuel Cotelo, e pubblicato il 3 giugno 2010 per essere un top seller in Spagna e in alcune città Lationamerica.